# مركز الحديثة (القريات)

الحديثة من القرى الأردنية التي ضُمّت للسعودية وفق اتفاق تعديل الحدود

الحديثة قرية تقع بمنطقة الجوف السعودية وبها منفذ الحديثة أكبر منفذ بري في الشرق الأوسط، وهي بوابة الدخول الرئيسية إلى الحجاز للحجاج القادمين من بلاد الشام وتركيا وروسيا والشيشان عبر الأردن. يعمل بداخل هذا المنفذ البري أكثر من 6 آلاف شخص في غير تناوب، توجد به فروع لجميع الدوائر الحكومية ومجموعة من البنوك المحلية، وأضخم أعماله القسم الخاص بالشحن (الترانزيت) والذي يموّل الخليج العربي قاطبة والسعودية بمنتجات شمال الشام وأوروبا. وكانت قرية الحديثة تابعة للأردن الذي استبدلها بالساحل البحري على خليج العقبة مع المملكة العربية السعودية إضافة إلى منطقة الطبيق. تبعد نحو 20 كم عن مطار القريات المحلي.